# Здание лаборатории Уралмашзавода
Зда́ние лаборато́рии Уралмашзавода — здание в Екатеринбурге, расположенное по адресу ул. Машиностроителей, 13Б. Построено в 1929 году в стиле конструктивизма, является частью архитектурного ансамбля зданий площади 1-й Пятилетки, замыкая его с юго-востока, и памятником архитектуры федерального значения.

## История
Здание будущей центральной заводской лаборатории строилось в 1928—1929 годах по проекту архитекторов П. В. Оранского, В. В. Безрукова и М. И. Рейшера (по другим данным, авторство проекта принадлежит М. И. Рейшеру и И. И. Робачевскому). Первоначальный проект предполагал размещение в основной части здания отделов заводоуправления Уралмашзавода, под заводскую лабораторию отводилась меньшая часть. Проект собственно лаборатории предусматривал оборудование 4 отделов: металлургического, химического, металлографического с рентгеноскопическим кабинетом и механического. Также в здании были запроектированы библиотека, музей и канцелярия.
На строительство лаборатории было потрачено 465 тыс. рублей, на 160 тыс. рублей приобрели оборудование отечественного производства для её оснащения. Бюджет на приобретение и доставку импортного оборудования составил 565 тыс. рублей.

Могила А. П. Банникова около здания лаборатории

Здание, ставшее первой каменной постройкой будущего соцгорода, сдали в эксплуатацию 1 октября 1929 года. Первыми обитателями кабинетов стали сотрудники проектного отдела Уралмашстроя и заводоуправления УЗТМ, перемещённого в 1931 году в здание Техучёбы, а в 1935 году — во вновь построенное здание заводоуправления. Такое соседство затруднило развитие заводской лаборатории на начальном этапе её существования.
Одним из первых значимых достижений лаборатории называют разработку технологии выплавки никеля в печи в начале 1930-х годов. Впоследствии эти наработки использовались для тиражирования на предприятиях цветной металлургии страны.
После смерти первостроителя Уралмаша А. П. Банникова в 1932 году урна с его прахом была помещена во временной усыпальнице, построенной напротив центральной проходной. Позднее на этом же месте по проекту М. И. Рейшера был построен мраморная усыпальница-саркофаг, в которую также поместили урну с прахом В. Ф. Фидлера, тоже умершего в 1932 году. После посмертного объявления Фидлера «руководителем контрреволюционной организации» в 1937 году урна с его прахом была выкрадена работником завода Виктором Анфимовым и спрятана на территории дровяного склада. В начале 1950-х годов усыпальницу демонтировали, а урну с прахом Банникова перезахоронили рядом со зданием лаборатории с возведением небольшого обелиска.
4 декабря 1974 года постановлением Совета Министров РСФСР № 624 здание было взято под государственную охрану в качестве памятника градостроительства и архитектуры федерального значения.
По состоянию на 2022 год здание пустует.

## Архитектура
Каменное двухэтажное здание с цокольным этажом, выполненное в стиле конструктивизма, расположено на юго-востоке площади 1-й Пятилетки, слева от центральной заводской проходной. Асимметричное здание, рассчитанное на обеспечение рабочих мест для 120 человек, сложено тремя разными по форме и размерам объёмами, расположенными со смещением и перпендикулярно друг к другу. Двухчастный главный фасад, выходящий на площадь, вытянут в длину и сложен двухэтажными объёмами. В месте смещения объёмов друг относительно друга они объединены трёхэтажным объёмом лестничной клетки, создающей акцент композиции фасада. Также на главном фасаде выделяются горизонтальные ряды окон, контрастирующие с вертикальным остеклением выступающего угла лестничной клетки.
На кровле второго этажа выступающего объёма выполнена смотровая площадка с выходом из лестничной клетки. Главный вход в здание акцентирован вынесенным козырьком.

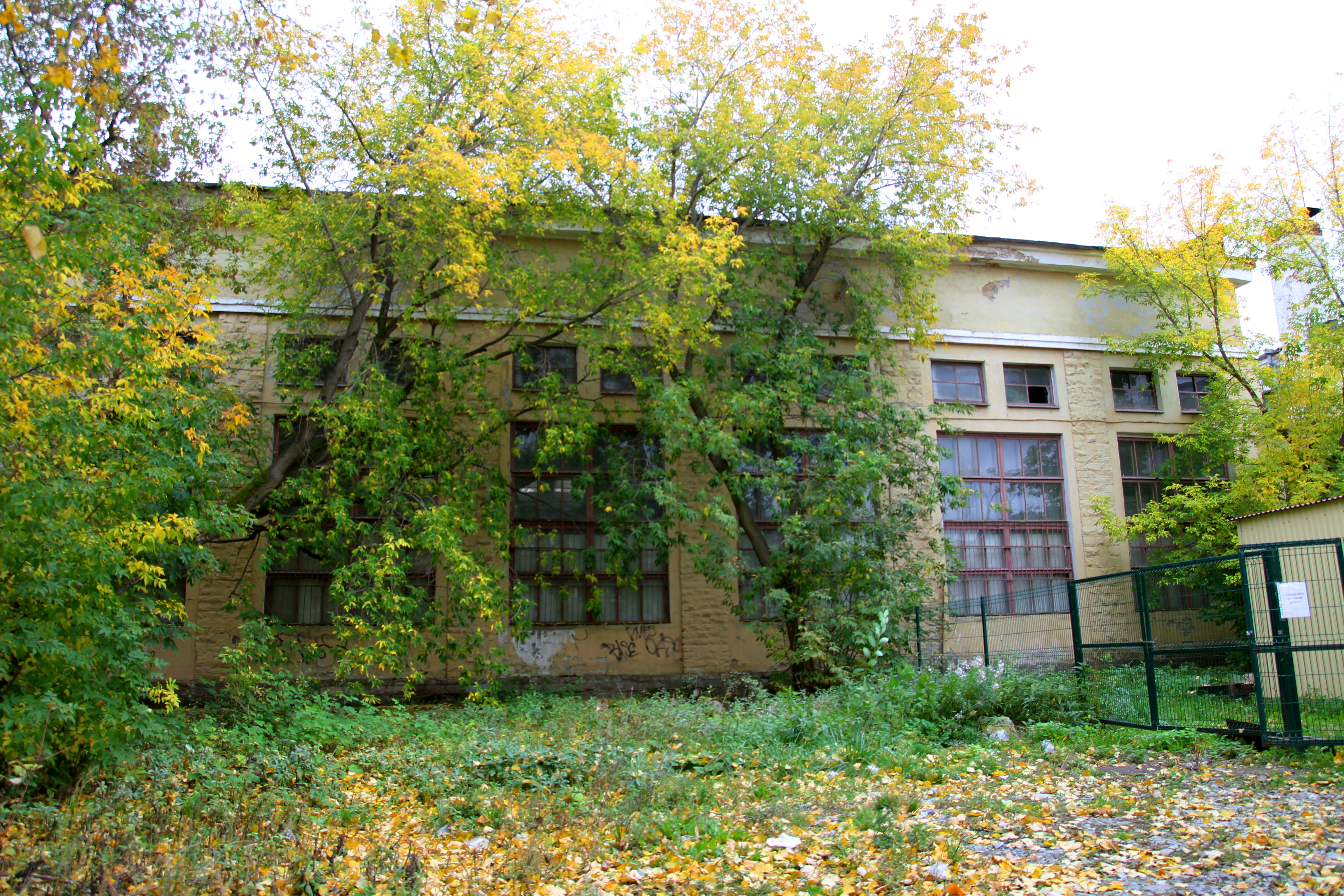
Вид со стороны площади
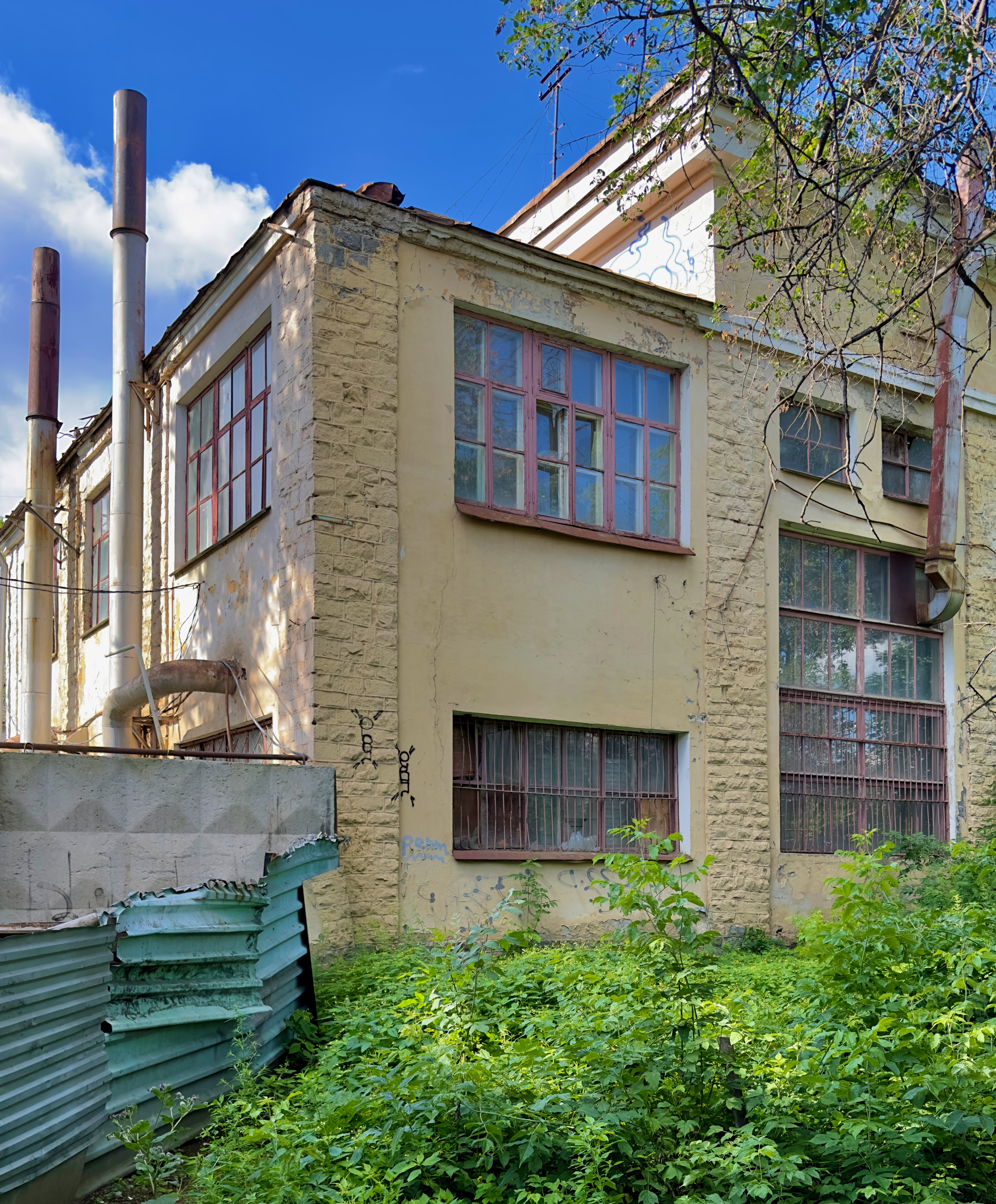
Восточный объём
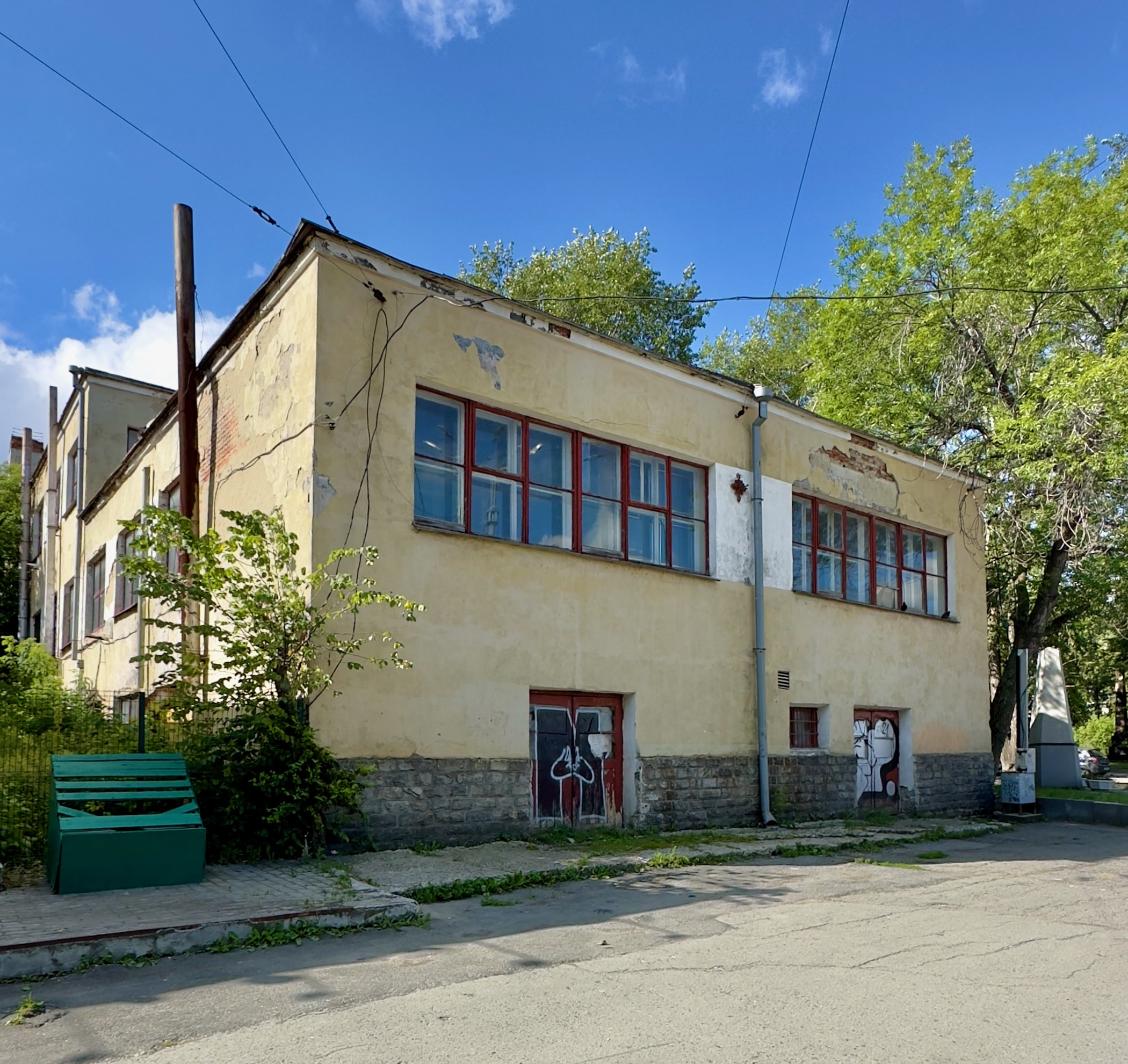
Торец северного объёма
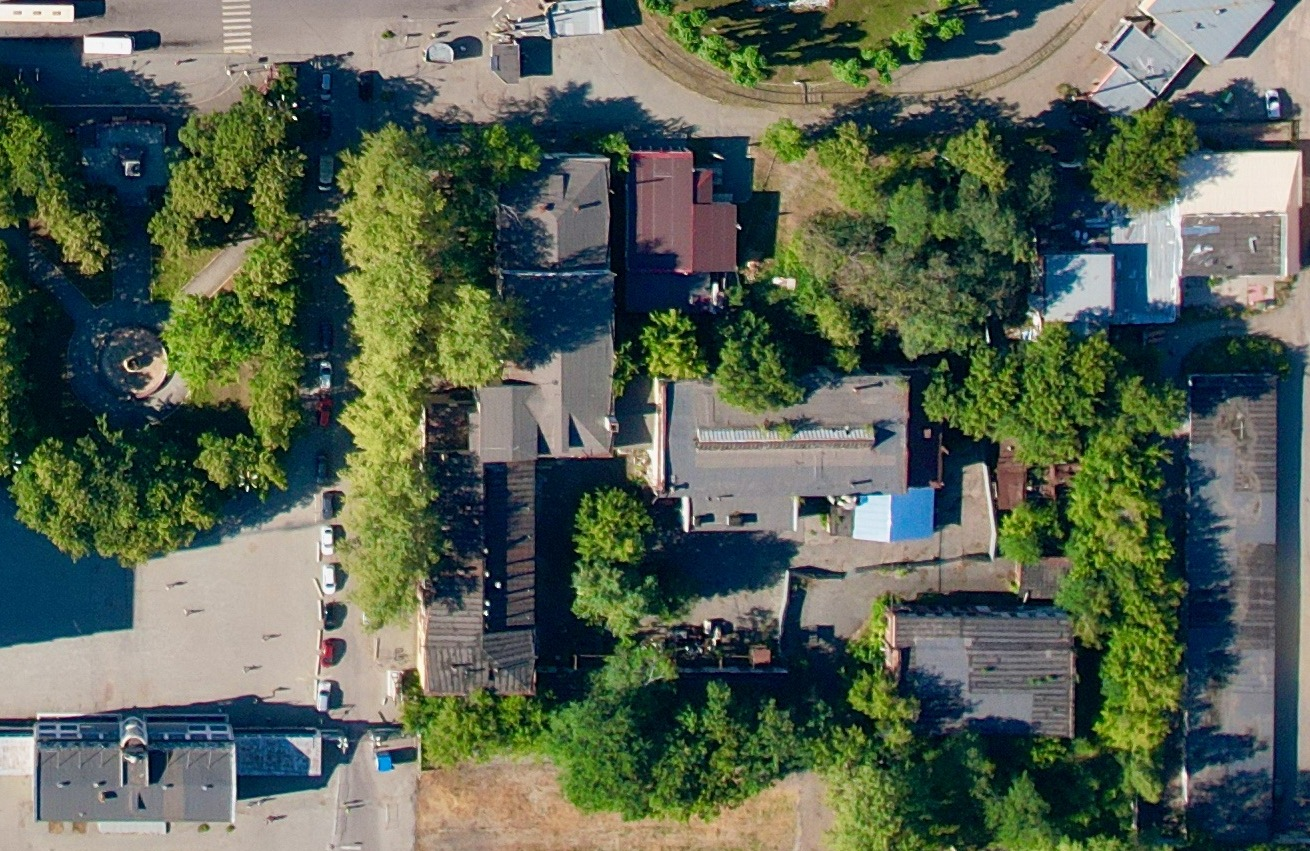
Вид с высоты
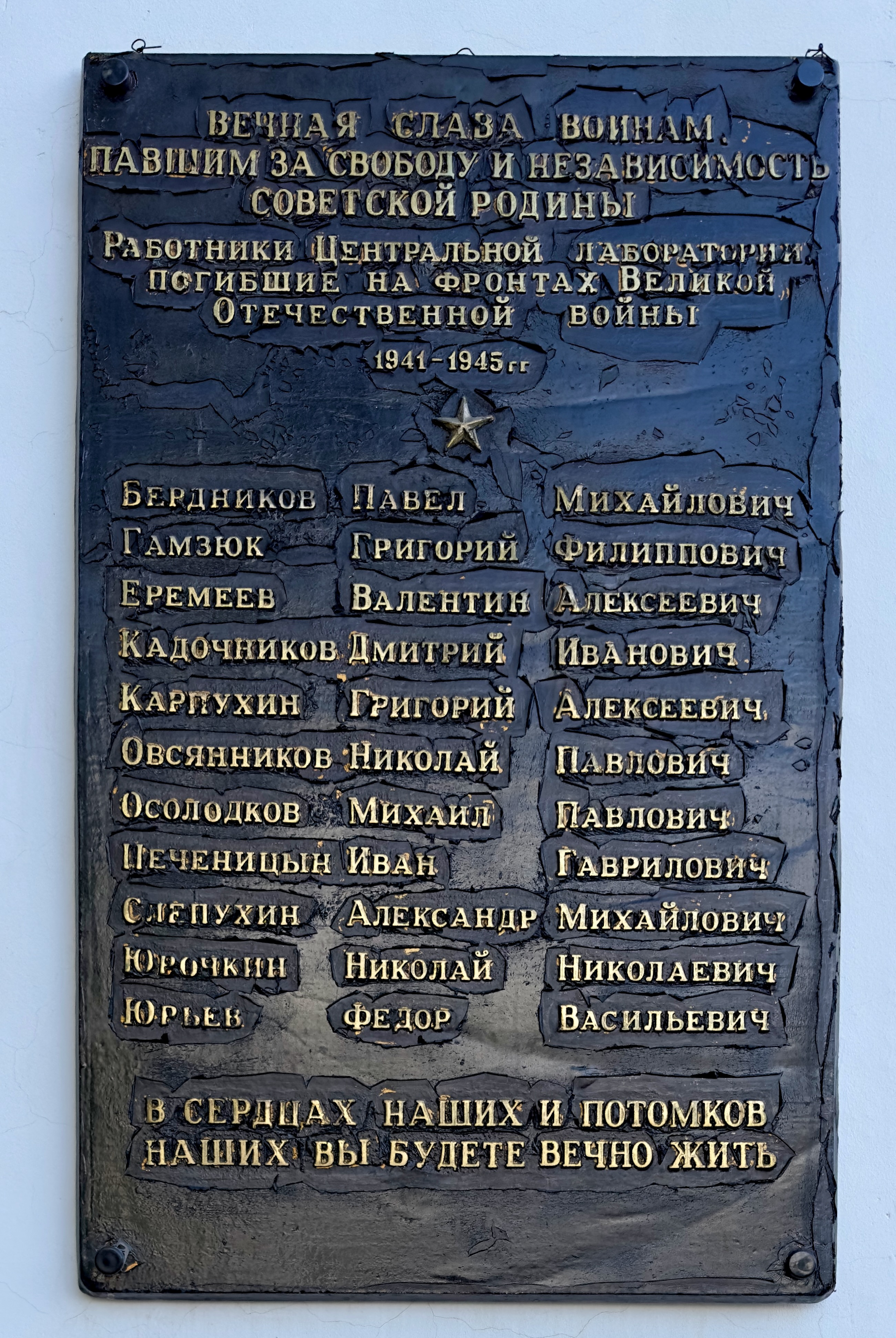
Памятная табличка